# Гай Цильній Мелісс
Гай Цильній Меценат Мелісс (лат. Gaius Maecenas Melissus, I століття) — давньоримський поет часів правління імператора Августа.

## Життєпис
Про родину немає відомостей. Народився у м. Сполеція. Був вільновідпущеником Гая Мецената, який надав Меліссу волю й допомагав у перших кроках як поета.
Мелісс був засновником нового виду тогати (комедії тоги) — трабеата. Назва походить від трабеї — парадного одягу вершників. Це комедія про життя вищого суспільства. Всього нараховано 150 творів Мелісса з цього жанру. Вони користувалися попитом лише за життя самого автора. Після смерті Мелісса трабеата увійшла у минуле.
Наприкінці життя Мелісс став особистим бібліотекарем імператора Октавіана Августа.

## Гурток Мецената і поширення «меценатства»
У 40-30-х роках до н. е. Гай Цильній Меценат Мелісс організував гурток літераторів у якому провідними фігурами стали Вергілій, лірик Горацій і драматург Варій. Нова поетична школа швидко досягла блискучих успіхів: Горацій завершив «Сатири» (30 рік до н.е) та «Еподи», через рік Вергілій прочитав переможцеві Октавіану свої «Георгіки», а Варій на тріумфальних іграх поставив популярну тоді трагедію «Фієст». Горацій видав три книги «Од» (23 рік до н. е.) і «Послання» (20 рік до н. е.). У 19 році до н. е. помер Вергілій так і не дописавши «Енеїду», але Варій за наказом Августа опублікував її доопрацьований текст. Нарешті на торжествах на честь нового віку (17 рік до н. е.) прозвучав «Ювілейний гімн» Горація.
Пізніше члени гуртка Мецената використали своїх літературних попередників — неотериків, запозичивши в них високу поетичну техніку. Але якщо неотерики ще лише шукали, то меценатівці вже засвоювали знайдене; якщо в перших стиль був темний, то в других — уже прозорим; якщо неотериків цікавило в основному приватне, інтимне життя («otium»), то меценатівців — насамперед життя суспільне, державне («negotium»).
Крім того Меценат забезпечував членам гуртка зв'язок з Октавіаном Августом, підтримуючи членів гуртка матеріально (так він подарував Горацію маєток поблизу Риму). Недаремно ім'я Мецената згодом стало означати щось на кшталт сучасного спонсора (в Україні зараз існує «Ліга українських меценатів»).